# Мигеи (метеорит)
Мигеи (Migei) — каменный, хондрит углистый весом 2116 граммов.
Синонимы: Елизаветполь (Elisabethpol); (Elizavetpol) (Mighei); (Migheja). 
Село Мигеи, Первомайского района, Николаевской обл., Украина,  Падение 21 июня 1889 г., 8 ч. 30 м.
На основе изучения метеорита Мигеи был выделен новый тип метеоритного вещества, получивший название СМ хондритов. 
Крестьянка Костенкова, находившаяся на расстоянии около 350 метров к востоку от места падения метеорита, видела летевший болид и заметила чрезвычайно сильный "вихрь", сопровождавший его полёт. По её словам, метеорит падал на землю с высоты около 20-25 метров, причём падал совершенно отвесно… Метеорит казался чёрным круглым "вертящимся" шаром, похожим на большой арбуз; "вокруг него был виден пар или дым в большое колесо"… Метеорит ушёл в почву на половину своего поперечника… Падая, он примял под себя три подсолнечных стебля… На подсолнечниках вокруг метеоритной ямы до высоты полметра листья были покрыты чёрной маркой копотью.